# Mahmud Darwisz

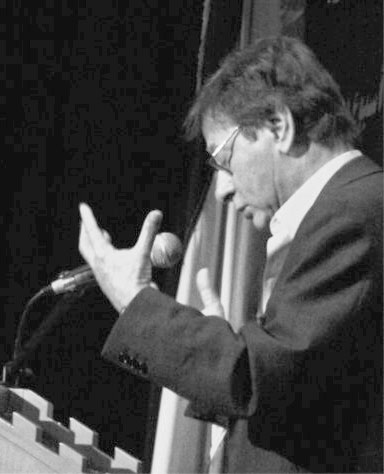
Mahmud Darwisz

Mahmud Darwisz (Mahmoud Darwish) (ur. 13 marca 1941 w Al-Birwa, zm. 9 sierpnia 2008 w Houston) − współczesny poeta i prozaik palestyński.
Wydał ponad dwadzieścia tomów poezji, siedem książek prozą i był redaktorem kilku publikacji, jak: Al-Dżadid, Al-Fadżr, Szu'un Filistinijja i Al-Karmel. Zdobył światowe uznanie dzięki poezji skupiającej się na jego silnym uczuciu dla zagubionej ojczyzny. Zdobył liczne nagrody i był tłumaczony na co najmniej dwadzieścia dwa języki. Polskie przekłady jego utworów można znaleźć m.in. w antologii Pieśni gniewu i miłości. Wybór arabskiej poezji współczesnej, PIW, Warszawa 1990 oraz w półroczniku "Lewą Nogą" nr 15/2003. Większość nie została jednak przetłumaczona na język polski.
W latach 60. XX w., Darwisz działał w Komunistycznej Partii Izraela, Rakah, ale lepiej jest znana jego aktywna praca w Organizacji Wyzwolenia Palestyny – OWP. Był członkiem Komitetu Wykonawczego OWP odpowiedzialnym za sprawy kultury. W roku 1993 wycofał się z działalności w strukturach OWP, na znak protestu przeciw zbyt ugodowemu, jego zdaniem, stanowisku strony palestyńskiej podczas rokowań z Izraelem w Oslo.